# Otmaro de San Galo
Otmaro de San Galo (San Galo?, ca. 689 - Werd, lago de Constanza, ca. 759) fue un monje benedictino, primer abad de la abadía de San Galo. Es venerado como santo por diversas confesiones cristianas.

## Biografía
Otmaro era de origen germánico y se formó como sacerdote en Coira, donde probablemente fue rector de la iglesia de San Forino. El conde Waltram de Turgovia le encargó la restauración del monasterio de columbanianos que había fundado San Galo en 612, y que estaba en decadencia. Otmaro lo reorganizó, restableció la disciplina, reconstruyó la ermita donde había vivido Galo y reformó la regla de vida. En 719 se convirtió en el primer abad del monasterio.
La reforma monástica de los carolingios, vinculada a la unificación política de los territorios gobernados por los francos, llegó y en 747, por presiones de Pipino el Breve, Otmaro puso el monasterio bajo la Regla de San Benito, bajo la que se mantuvo hasta 1805, cuando el monasterio desapareció. Como compensación, el monasterio obtuvo más privilegios y tierras. El monasterio vivió una primera época dorada, tanto en lo espiritual como en lo material y cultural. Otmaro comenzó el apostolado fuera del monasterio, dedicando los monjes a la asistencia a enfermos: se construyó un hospital para enfermos incurables y leprosos, el edificio sanitario más antiguo de Suiza. También fundó la escuela monástica, donde el scriptorium inició la biblioteca que aún se conserva.
La actividad del monasterio se ganó la confianza de los pueblos de los alrededores; eso, unido a la independencia que mantuvo, hizo que los condes francos Warin y Ruthard estuvieran descontentos y promovieran conflictos contra el monasterio, por la posesión de tierras y la jurisdicción del obispado de Constanza, que quería controlar la abadía. En 759, los nobles y un monje, Lamperto, llevaron a cabo una trama que llevó a la reclusión de Otmar. Falsamente acusado de adulterio, fue juzgado y condenado a morir de hambre. Fue después indultado y exiliado en la isla de Werd, en el lago Constanza, donde murió el noviembre del mismo año. 

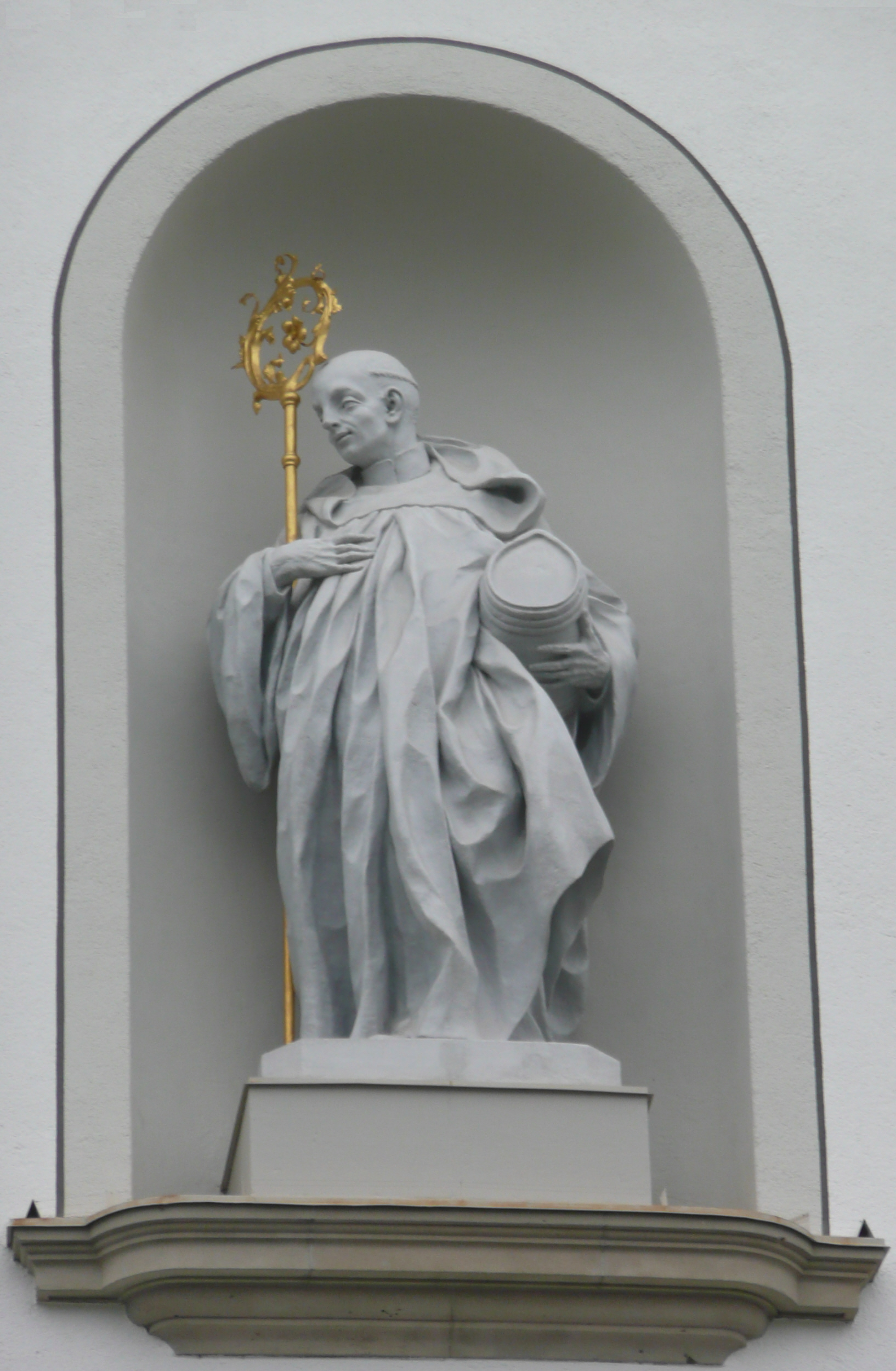
Escultura en San Galo
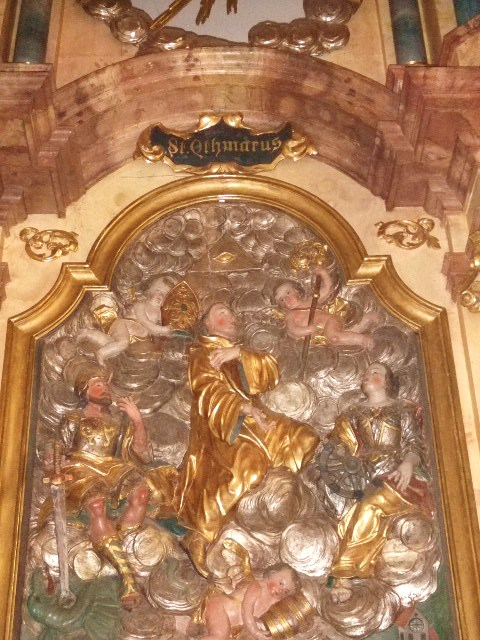
Retablo en la parroquia de Ludwigshafen
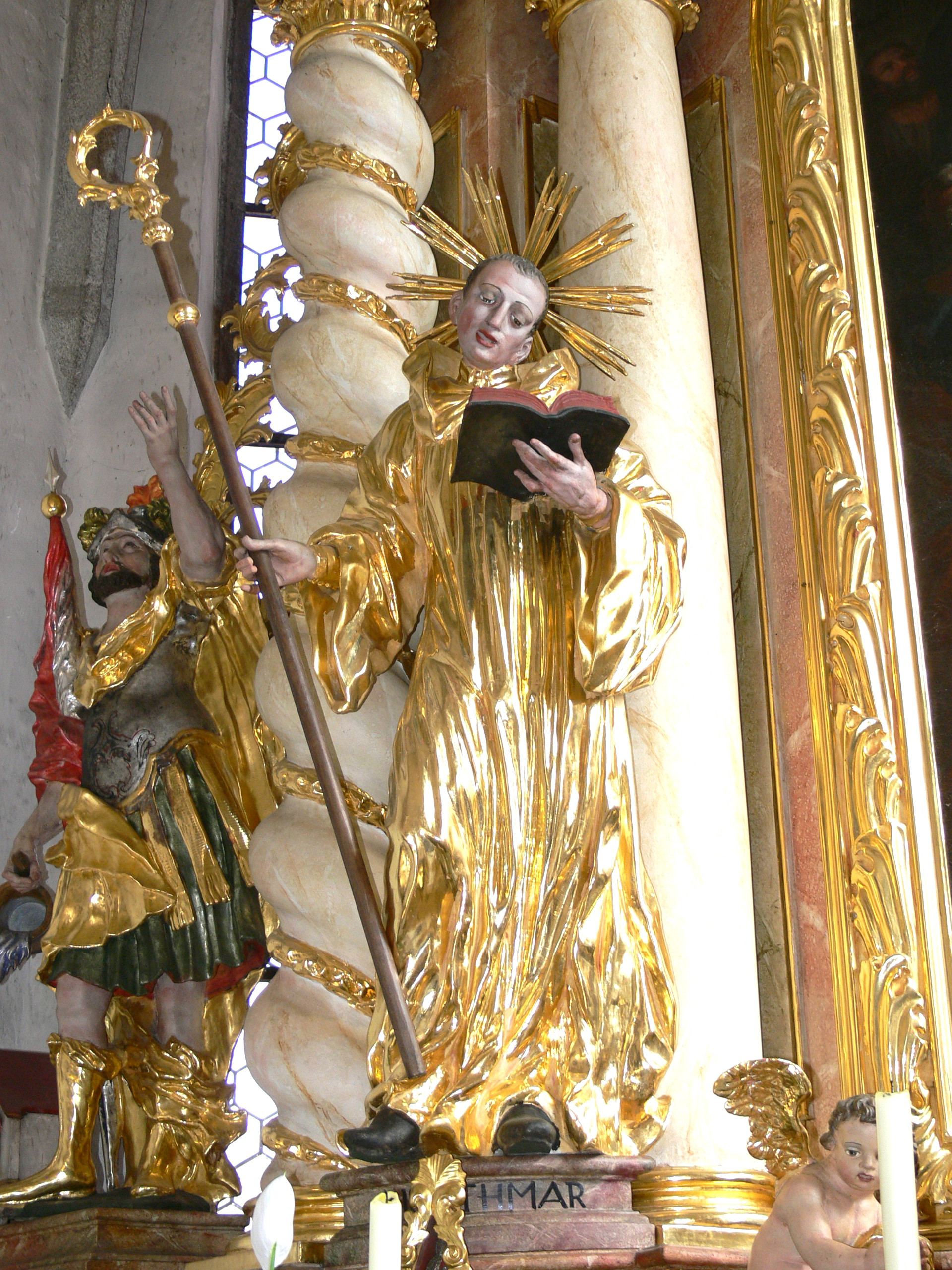
Estatua en el altar de Kirchberg
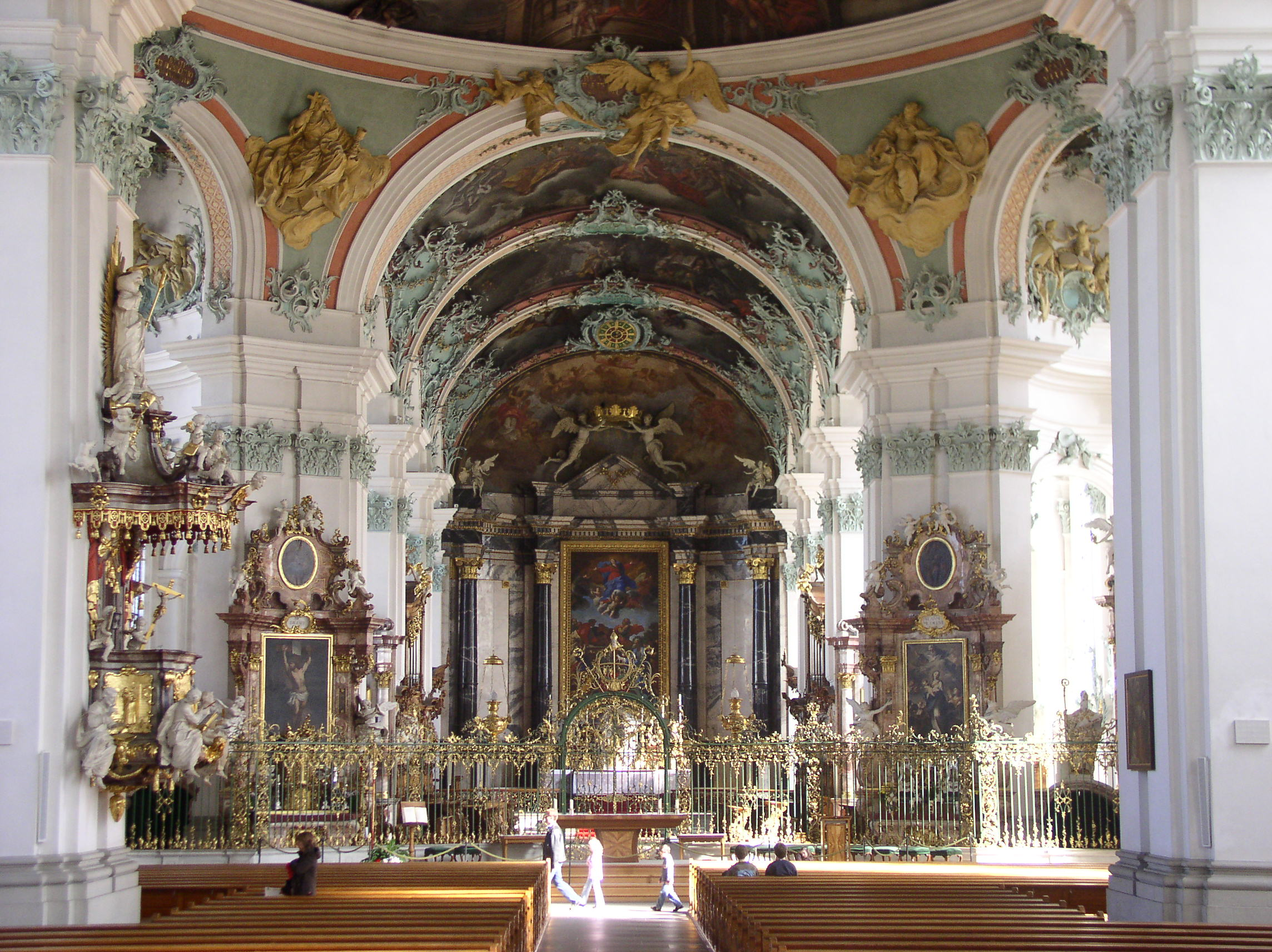
Catedral de San Galo, antigua abadía

## Veneración
Otmaro es considerado, con Galo, fundador de la abadía de San Galo. La diócesis de San Galo, también con Galo, los considera copatrón: patronus aeque principalis.
Fue exhumado en la abadía de San Galo diez años más tarde: su cuerpo fue llevado en secreto. 

### Leyenda de la bota de vino
La tradición dice que el cuerpo del santo estaba incorrupto cuando lo llevaron de Werd a Steinach, antes de llegar a San Galo. Como que el tiempo era muy malo, los hombres que lo llevaban remando, tuvieron que hacer mucho esfuerzo y estaban exhasutos. Llevaban una bota de vino, pero todos bebían y no se acababa. Por eso, se suele representar Otmaro con una bota de vino. 